# Hans-Heinrich Möbius
Hans-Heinrich Hugo Hermann Möbius (* 14. Oktober 1929 in Ostrau, Sachsen; † 14. Oktober 2011 in Greifswald) war ein deutscher Chemiker. Er fungierte von 1990 bis 1995 als Professor an der Ernst-Moritz-Arndt-Universität Greifswald und leistete mit seiner Forschung wichtige Beiträge zur Konstruktion der in Ottomotoren verwendeten Lambdasonde sowie zur Entwicklung von Festoxidbrennstoffzellen.

## Leben
Hans-Heinrich Möbius wurde 1929 im sächsischen Ostrau geboren und absolvierte von 1949 bis 1954 ein Studium der Chemie an der Universität Rostock, an der er danach als wissenschaftlicher Assistent tätig war und 1959 auch die Promotion erlangte. Anschließend fungierte er zunächst als wissenschaftlicher Oberassistent und nach seiner Habilitation im Jahr 1966 als Dozent an der Ernst-Moritz-Arndt-Universität Greifswald.
1990 wurde er an der Greifswalder Universität zum außerordentlichen Professor für physikalische Chemie und 1992 zum ordentlichen Professor für Elektrochemie berufen. Drei Jahre später ging er in den Ruhestand, in der Folgezeit wirkte er für verschiedene Firmen als wissenschaftlicher Berater.
Hans-Heinrich Möbius war verheiratet und Vater von zwei Söhnen und einer Tochter. Er starb 2011 in Greifswald.

## Wissenschaftliches Wirken
Hans-Heinrich Möbius konzentrierte sich bei seiner Forschung auf elektrochemische Aspekte der Festkörperchemie. Seine Forschungsergebnisse waren unter anderem von Bedeutung für die Konstruktion der Lambdasonde, die vor allem in Ottomotoren von Personenkraftwagen zur Messung des Sauerstoffgehalts im Verbrennungsabgas verwendet wird. Darüber hinaus trug er zur Entwicklung von Festoxidbrennstoffzellen bei. Er betreute rund 100 Diplom-, Promotions- und Habilitationsarbeiten und veröffentlichte mehr als 120 wissenschaftliche Publikationen. Außerdem war er Mitautor von zwei Lehrbüchern und Inhaber von etwa 50 Patenten.

## Auszeichnungen
Hans-Heinrich Möbius wurde in der Deutschen Demokratischen Republik im Jahr 1989 der Ehrentitel Verdienter Erfinder verliehen. Vom European Solid Oxide Fuel Cell Forum erhielt er 1996 die Christian-Friedrich-Schönbein-Ehrenmedaille in Anerkennung seiner Arbeiten zu Festoxidbrennstoffzellen.

## Werke (Auswahl)
- Chemische Thermodynamik. Reihe: Lehrwerk Chemie für Universitäten und Hochschulen. Band 4. Leipzig 1973; weitere Auflagen 1975, 1982, 1985, 1988; Lizenzausgabe Weinheim 1973, 1974, 1978 (als Mitautor)
- Die Einführung der SI-Einheit Pascal in die chemische Thermodynamik. Greifswald 1977 (als Mitautor)